# KENNEL
KENNELは2013年に結成。「KENNEL」とは「犬小屋」=「ホーム」を意味する。
犬太郎（けんたろう）(ヴォーカル、エレキギター)、 梅村和史(アコースティックギター＆コーラス)、 トミタミト(カホン＆コーラス)の日本の3ピースバンド。 
前身となった犬太郎ソロプロジェクト、kenchanblues(2009-2012)としてアルバム『カザミドリーマン』をリリース。
この時期に梅村和史、トミタミトもサポートとして参加。後にこのメンバーがKENNELとなる。
kenchanbluesの基本的な編成としては（ヴォーカル＆ギター、アコースティックギター、キーボード、ベース、ドラム）の一般的なエレクトリックでの構成だった。犬太郎の歌とエレクトリックギター、梅村和史のアコースティックギター、トミタミトのカホンによって奏でられるアコースティック楽器とエレクトリック楽器が混在したハイブリッドなサウンドは、現在のKENNELのスタイルになっていった。
2013年にはファーストアルバム『ONE』をリリース。 
2014年セカンドアルバム「WE ARE KENNEL」リリース。
2016年サードアルバム「人生ランナー」リリース
各地への旅を続けている。

## メンバー
- 犬太郎　kentaro　(Vocal,Electric Guitar,Leader) 2月19日生まれ O型　広島県福山市出身
- 梅村和史　umemura kazushi (Acoustic Guitar,Chorus) 2月6日生まれ O型　東京都渋谷区出身
- トミタミト　tomitamito (Cajon,Chorus) 3月2日生まれ O型　神奈川県綾瀬市出身

## アルバム
2013年1stアルバム「ONE」リリース
1. シュガーレスな世の中にせめてスプーン一杯の愛をPlease!!!
2. 12月16日は投票日
3. 夢の雨
4. 家族と一緒に過ごせる時間は思ったより短い
5. 満月ピエロ
6. 仮想人生
7. 僕のwork to do
8. Zipang
9. 目が覚める5秒前
10. オ・シャンティー・レディー

2014年2ndアルバム「WE ARE KENNEL」リリース 
1. KENNELのテーマ
2. 犬とピープル
3. どんぶら号
4. ハスキールサンチマン
5. あれもこれもそれもLove
6. Super Sonic Love
7. Tokyo Life
8. トリガー・トリガー
9. 音儀話
10. まどろみ

2016年3rdアルバム「人生ランナー」リリース 
1. IN MY LIFE
2. 人生ランナー
3. あぁ青春
4. Sola〜優しい歌も悲しい歌も〜
5. 歌う衝動
6. 君の街まで
7. KENNEL道
8. 惑星ランプ
9. まだやれるさ
10. キーポン宣言

2017年携帯アプリゲーム「OTOGAMI」2楽曲提供 
1.ないものねDarllin'
2.無重力コンパス
2017年8月配信のみ「STAY GOLD」シングルリリース